# Angel Grave
Angel Grave   (León, segle XX) és un dissenyador de moda mexicà i director creatiu de la marca Angel Grave.

## Biografia
Va passar la seva infància a León (Guanajuato), al 1986 es va traslladar amb els seus germans a la Ciutat de Mèxic per a continuar la seva escolaritat, durant aquest període conviurà amb els seus avis,  sastre i modista de professió, els qui  li inculcaran la vocació de la seva futura professió en la moda; posteriorment ingressarà en la universitat per a cursar la carrera de comptabilitat i finances.
Quan va acabar la seva carrera va treballar com a financer a diferents entitats bancàries.
L'any 2012 va decidir abandonar el món de la banca per a tornar a la professió dels seus avis iniciant la carrera de dissenyador de moda al campus de la Ciutat de Mèxic del Istituto di moda Burgo (la matriu del qual es troba a Milà, Itàlia)
Més tard es convertirà en mestre d'aquesta escola de moda i després coordinador escolar i Coordinador Acadèmic Creatiu d'aquesta mateixa escola.
Paral·lelament, l'Angel Grave va iniciar el seu negoci de moda l'Abril del 2013 creant la marca que porta el seu nom i presentant la seva primera col·lecció (Tardor Hivern 2014) aquell mateix any a la passarel·la Mexican Fashion Show al Spoke Club de Toronto (Canadà).
Actualment forma part del grup de dissenyadors mexicans que cada temporada presenten la seva nova col·lecció essent reconegut en el món del disseny de moda de Mèxic. Des del 2019 forma part de l'associació de moda The Fashion Group International de Mèxic.

## Altres projectes
L'any 2018 l'Angel Grave participa a la fundació del Col·lectiu Creatiu de Moda, espai col·laboratiu on professionals de la moda hi troben suport per a desenvolupar les seves activitats. En aquest col·lectiu hi participen des de dissenyadors, sastres i joiers fins a fotògrafs, estilistes, publicistes i estudiants de moda.

## Col·leccions

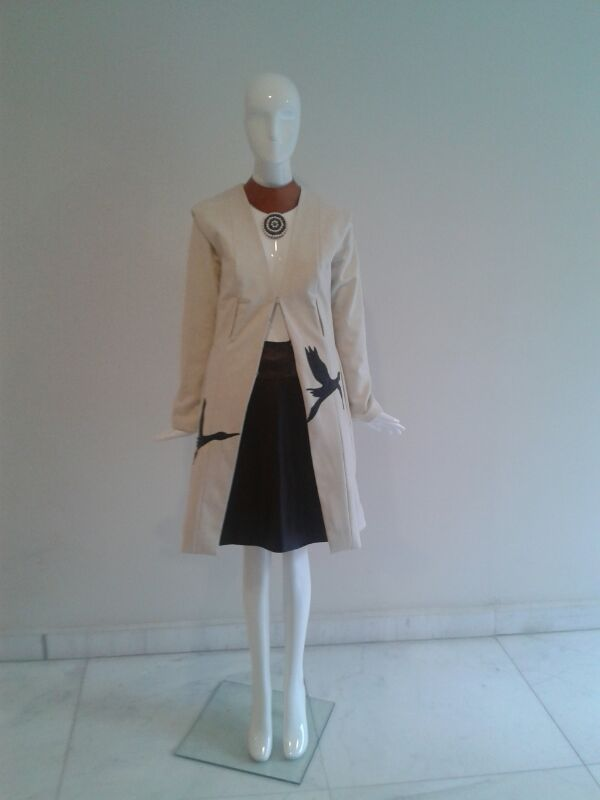
Abric de la col·lecció Tardor Hivern 2013 d'Angel Grave; inspiració otomí

- Primavera Estiu 2013 (pràctica inèdita)
- Tardor Hivern 2013 Mexican Inspiration, Special edition, presentada en la passarel·la Mexican Fashion Show al  Spoke Club de Toronto (Canadà) l'agost de 2013 i al IM trend Zone de la fira Intermoda a Guadalajara (Mèxic) al gener de 2014.
- Col·lecció B-Side
- Primavera Estiu 2014 Traslúcida, presentada a la passarel·la Vallarta Fashion Awards de Puerto Vallarta (Mèxic) a l'abril del 2014
- Tardor Hivern 2014 Star-Wars, presentada a la passarel·la Intermoda  a Guadalajara (Mèxic) al juliol de 2014 i a la plataforma Google+ Fashion 2014 de la Ciutat de Mèxic.
- Primavera estiu 2015 Simple, presentada en la passarel·la Intermoda a Guadalajara (Mèxic) al gener de 2015.
- Tardor Hivern 2015 Mode Avió, presentada en la passarel·la Intermoda a Guadalajara (Mèxic) al juliol de 2015.
- Primavera Estiu 2016 Alma Latina presentada al Minerva Fashion Guadalajara (Mèxic) l'octubre del any 2015
- Tardor Hivern 2016 Revival
- Primavera Estiu 2017 Truth Beauty, presentada en la passarel·la Mercedes Benz fashion Week a Panamà a l'octubre de 2016 amb la interpretació en directe de l'artista panamenya Yomira John; i posteriorment al Hotel W de la Ciutat de Mèxic al novembre de 2016
- Tardor Hivern 2017 San Carlos
- Primavera Estiu 2018 Paint Brush, presentada en la passarel·la Yo Soy a Guadalajara el novembre de 2017 i en la passarel·la Experiencia Moda Premio- La semanita no oficial de la moda mexicana a Ciutat de Mèxic al febrer de 2018
- Tardor Hivern 2018 Reedicions
- Primavera Estiu 2019 Expressions
- Creuer 2019 Rosé
- Tardor Hivern 2019 Sin Fronteras presentada  en la passarel·la de la primera edició de La Baja está de Moda a Tijuana, Mèxic al juliol de 2019
- Primavera Estiu 2020 Aventura, inspirada en la pel.lícula  Fitzcarraldo presentada a la passarel·la Mercedes Benz Fashion Week de la Ciutat de Mèxic l'octubre de 2019

## Participacions
Primera Mostra de moda mexicana a Barcelona, març de 2013, on Angel Grave va presentar una cotilla teixida a mà.
Concurs Vogue Who's on Next 2015 (Vogue Mèxic) quedant entre els 15 semifinalistes.
Concurs Vogue Who's on Next 2017) (Vogue Mèxic) entre els 12 semifinalistes.
Concurs  Vogue Who's on Next 2018) (Vogue Mèxic) Angel Grave en va ser un dels els 6 finalistes.